# Districte de Shahabad
El districte de Shahabad fou una antiga divisió administrativa de Bihar que va existir fins al 1972 quan es va dividir en dos districtes:
- Districte de Bhojpur
- Districte de Rohtas

El 1992 la subdivisió de Buxar del districte de Bhojpur va esdevenir districte separat.
La capital era Arrah. La superfície era d'11.326 km²; el districte estava format per dos parts diferenciades: la part nord (3/4 del total) pla i similar al territori de la vall del Ganges però en part i selvàtic i poc cultivat; al sud tenia les muntanyes Kaimur branca de les muntanyes Vindhya. Els rius Son i el Ganges passaven pel districte; el riu Karamnasa formava el seu límit occidental; altres rius eren el Dhoba o Kao bifurcat en el Kudra i Kao, i el Durgauti amb els afluents Sura, Kora, Gonhua i Kudra.
La població era:
- 1872: 1.710.471
- 1881: 1.940.900
- 1891: 2.060.579
- 1901: 1.962.696

Les ciutats principals eren Arrah, Sasaram, Dumraon i Buxar. Les municipalitats eren aquestes quatre i Jagdispur i Bhabua. La població era en gran majoria hindú (92,7%) sent els musulmans el 7,3%; la llengua era el bhojpuri, dialecte del bihari però els musulmans i els kayasths parlaven hindi awdhali.
Administrativament estava dividit en quatre subdivisions:
- Arrah
- Buxar
- Sasaram
- Bhabua

Les castes principals eren els ahirs o goales, bramans, rajputs, koiris, chamars, dosadhs, babhans, kahars, kurmis, kandus i telis. El 65% vivia de l'agricultura, el 18% de la indústria, el 0,5% del comerç i el 2% eren professionals diversos.

## Història
Formà part del regne de Maghada amb capital a Rajgir (al districte de Patna). Al final de la dinastia gupta va caure en l'anarquia i una sèrie de petits caps aborígens van agafar el poder a diferents llocs; la tribu dominant eren els cheros i durant molt de temps foren els caps cheros el que van governar el territori. Això va durar fins que emigrants rajputs van conquerir el país i encara viuen al districte i a Palamau.
Sota els mogols, Shahabad fou part de la suba de Bihar i fou escenari destacat de la lluita de Sher Shah Suri contra Humayun: Després d'establir-se a Chunar, Sher Shah va iniciar la conquesta de Bengala; el 1537 Humayun va avançar contra ell i després d'un setge de sis mesos va reduir la fortalesa de Chunar i va marxar contra Bengala; Sher Shah llavors es va fer fort a Rohtasgarh, que havia capturat per un estratagema, i va deixar avançar a Humayun; aquest va passar sis mesos a Bengala fent una vida dissipada i llavors es va adonar que Sher Shah li havia tallat les comunicacions i que el seu germà a Delhi no el volia ajudar, així que es va haver de retirar i va ser derrotat a Chausa prop de Buxar.
El 1764 Buxar fou escenari de la derrota del nawab Mir Kasim de Bengala enfront de Sir Hector Munro, victòria que va donar el govern de Bengala als britànics (incloent Bihar i part d'Orissa). El districte es va organitzar vers el 1770.
Durant el motí de 1857 els rebels van atacar la casa del magistrat a Arrah que fou ben defensada.

## Arqueologia
- Temple de Mundeswari del segle VI o VII
- Tomba de Sher Shah a Sasaram, que l'emperador havia tingut inicialment com a jagir
- Tomba del pare de Sher Shah a Sasaram
- Tomba de Bakhtyar Khan, prop de Chainpur
- Fort de Shergarh, a 45 km al sud-oest de Sasaram, del temnps de Sher Shah
- Fortalesa de Rohtasgarh, amb el palau de Man Singh
- Fort de Chainpur
- Fort de Ramgarh
- Ruïnes a Darauti i Baidyanath atribuïdes als savars o suars
- Masar, la Mo-ho-so-lo de Hiuen Tsiang
- Tilothu amb una cascada i una imatge chero
- Patana, que fou capital d'un regne hindú regit per un suar o savar
- Temples i altres restes, incloent un monòlit, als pobles de Deo-Barunark i Deo-AIarkandeya
- Cova de Gupteswar a uns 10 o 12 km de Shergarh.